# مشع (تدفئة)

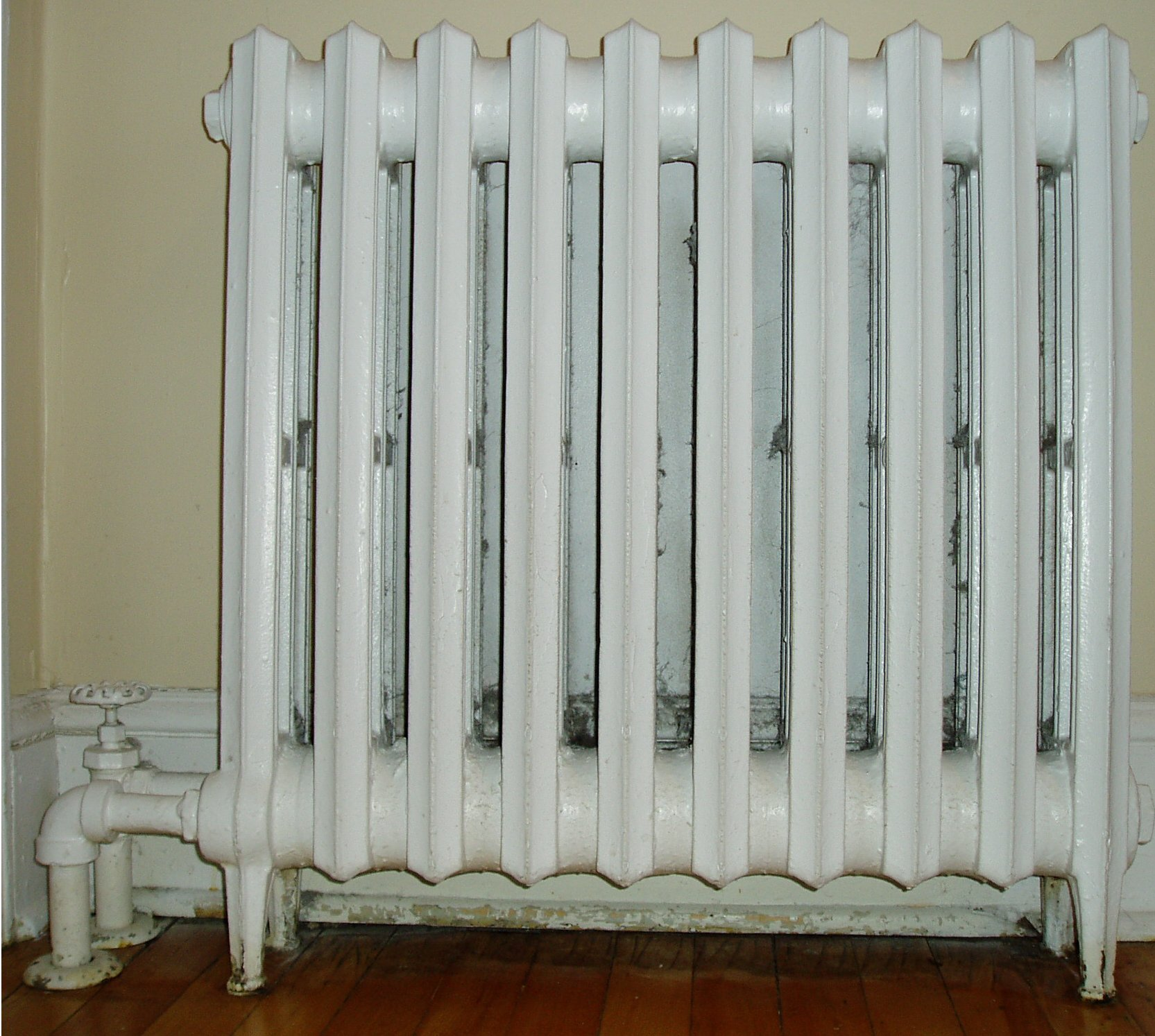
مُشع منزلي من الحديد الصب

المِشعاع (الجمع: مَشَاعِيْع) أو المشع هو مبادل حراري مصمم لنقل الطاقة الحرارية من وسط إلى آخر من أجل تدفئة المكان. اخترع فرانز سام غالي مشعاع التدفئة سنة 1855، وهو رجل أعمال روسي، ولد في بروسيا وعاش في سانت بطرسبرغ.

## مشعاع أم مسخن بالحمل
ويطلق اسم «مشعاع» عمليًا على عدد من الأجهزة التي يدور فيها مائع عبر أنابيب مكشوفة (تكون مزودة غالبًا بزعانف (شفرات) أو أي وسيلة أخرى لزيادة المساحة السطحية). ويشير المسخن بالحمل الحراري إلى صنف من الأجهزة التي يكون فيها المصدر الحراري غير مكشوف مباشرة. وبسبب احتياطات السلامة المنزلية فإن الماء يكون بدرجة حرارة أخفض مقارنة بالتطبيقات الصناعية، فيكون بذلك انتقال الحرارة بالحمل أكبر منه بالإشعاع.
ينصح المعيار الدولي لفاعلية استخدام المنتجات، "نجمة الطاقة"، بوضع عاكسات مقاومة للحرارة بين المشعاع وبين الجدار الخارجي للحد من التسرب الحراري نحو الخارج وحبسها داخل الغرفة.

## أنواع المشاعيع

### الماء الساخن
يتألف مشعاع الماء الساخن من حاوية معدنية مجوفة ومحكمة الإغلاق، تملأ بالماء، وتوصل بأنابيب إلى المضخة. يدخل الماء الساخن من الأعلى، ويقدم الطاقة الحرارية فيبرد ويهبط إلى أسفل المشعاع ليخرج من الطرف السفلي الآخر. يزود نظام التدفئة بأجهزة مضادة للطرق المائي لمنع أو تخفيف الطرق في أنابيب المشعاع.